# Suite exacte
Pour les articles homonymes, voir Suite.
En mathématiques, plus particulièrement en théorie des groupes, et plus spécifiquement en algèbre homologique, une suite exacte est une suite (finie ou infinie) d'objets et de morphismes entre ces objets telle que l'image de l'un est égale au noyau du suivant.

## Définition
Dans le contexte de la théorie des groupes, on dit que la suite (finie ou infinie) de groupes et de morphismes de groupes
est exacte si pour tout entier naturel n on a {\displaystyle \mathrm {Im} (f_{n})=\mathrm {Ker} (f_{n+1})}. Dans ce qui précède, {\displaystyle G_{0},G_{1},\dots } sont des groupes et  {\displaystyle f_{0},f_{1},\dots } des morphismes de groupes avec {\displaystyle f_{n}:G_{n}\rightarrow G_{n+1}} pour tout entier naturel {\displaystyle n}.
(Dans le langage des catégories, les suites exactes peuvent être vues comme des cas particuliers de complexes, des suites -- constituant des diagrammes -- d'éléments d'une catégorie de groupes ou d'espaces vectoriels, telle qu'au sein de leurs diagrammes, la composition de deux flèches adjacentes quelconques donne toujours le morphisme nul.)

### Cas simples
Dans la suite, 0 dénote le groupe trivial, qui est l'objet nul dans la catégorie des groupes.
- La suite {\displaystyle 0\rightarrow G_{1}{\xrightarrow {f}}G_{2}} est exacte si et seulement si f est injective.
- La suite {\displaystyle G_{2}{\xrightarrow {g}}G_{3}\rightarrow 0} est exacte si et seulement si g est surjective.
- La suite {\displaystyle 0\rightarrow G_{1}{\xrightarrow {f}}G_{2}\rightarrow 0} est exacte si et seulement si f est bijective.

### Autres contextes
On peut aussi, de même que ces suites exactes infinies à droite, définir les suites exactes infinies à gauche (indexées par exemple par –ℕ), ou infinies des deux côtés (indexées par ℤ).
On peut aussi définir des suites exactes pour d'autres structures et morphismes de ces structures, par exemple des suites exactes d'anneaux, d'algèbres, etc.

## Suites exactes courtes
L'un des cas importants de suite exacte est celui de suite exacte courte, c'est-à-dire de suite exacte de la forme
En théorie des groupes, une suite exacte courte est parfois appelée extension de groupes.
Il est, de plus, possible d'étendre les définitions des suites exactes au cas des espaces vectoriels. Il est aisé de remarquer que, dans tel cadre, les suites exactes courtes d'espaces vectoriels sur un même corps sont toutes, à isomorphisme près, de la forme: 
avec {\displaystyle E\subset F} sous-espace vectoriel de {\displaystyle F}, et {\displaystyle F/E} l'espace vectoriel quotient de {\displaystyle F} par {\displaystyle E}.

### Suites exactes courtes scindées
Pour une suite exacte courte comme ci-dessus :
- un scindage à gauche est une rétraction de q, c'est-à-dire un morphisme t : B → A tel que tq = idA ;
- un scindage à droite est une section de r, c'est-à-dire un morphisme u : C → B tel que ru = idC ;
- un scindage en biproduit (à la fois somme et produit) est une réalisation par B du biproduit A ⊕ C pour laquelle q s'identifie à l'injection naturelle de A dans A ⊕ C et r à la projection naturelle de A ⊕ C dans C.

Dans la catégorie des groupes abéliens ou des modules sur un anneau et plus généralement dans toute catégorie abélienne, l'existence de ces trois scindages est équivalente et la suite exacte courte est alors dite scindée.
Dans la catégorie (non abélienne) des groupes, cette équivalence n'a pas lieu : une extension de groupes est scindée à droite si et seulement si c'est un produit semi-direct, et scindée à gauche si et seulement si c'est un produit direct.
Par exemple pour n > 2, si ι désigne l'inclusion du groupe alterné An dans le groupe symétrique Sn et ϵ la signature, la suite courte 
{\displaystyle 0\rightarrow A_{n}{\xrightarrow {\iota }}S_{n}{\xrightarrow {\epsilon }}\{-1,1\}\rightarrow 0}
est exacte et scindée à droite (par exemple, le morphisme de groupes envoyant –1 sur n'importe quelle transposition de Sn est une section de ϵ) mais pas à gauche (aucun sous-groupe d'ordre 2 de Sn n'est normal).

## Liens avec l'homologie
Dans le contexte de la théorie des groupes, soient {\displaystyle \left(G_{n}\right)_{n\in \mathbb {N} }} des groupes et {\displaystyle f_{n}:G_{n}\rightarrow G_{n+1}} des morphismes de groupes. On dit que la suite 
{\displaystyle G_{0}{\xrightarrow {f_{0}}}G_{1}{\xrightarrow {f_{1}}}\cdots {\xrightarrow {f_{n-1}}}G_{n}{\xrightarrow {f_{n}}}G_{n+1}{\xrightarrow {f_{n+1}}}\cdots }
est un complexe différentiel si pour tout n, on a {\displaystyle f_{n+1}\circ f_{n}=0}, autrement dit : {\displaystyle {\rm {Im}}(f_{n})\subseteq {\rm {Ker}}(f_{n+1})}. En particulier, toute suite exacte est un complexe différentiel. On peut aussi considérer des suites exactes de modules, d'anneaux, d'espaces vectoriels, etc.
L'homologie d'un complexe différentiel est la mesure de son défaut d'exactitude. Plus précisément, le n-ième groupe d'homologie de {\displaystyle \left(G_{n}\right)_{n\in \mathbb {N} }} est défini comme étant le groupe quotient {\displaystyle H_{n}={\rm {Ker}}(f_{n+1})/{\rm {Im}}(f_{n})}. La suite est exacte si tous ses groupes d'homologie sont triviaux.
L'homologie est utile en topologie et géométrie : on peut associer un complexe différentiel à tout espace topologique ou à toute variété différentielle. Le complexe associé à un espace topologique est un invariant topologique de l'espace, c'est-à-dire que deux espaces homéomorphes ont le même complexe différentiel associé. En particulier, deux espaces topologiques ayant des groupes d'homologie différents ne sont pas homéomorphes.